# Kloster Dierstein

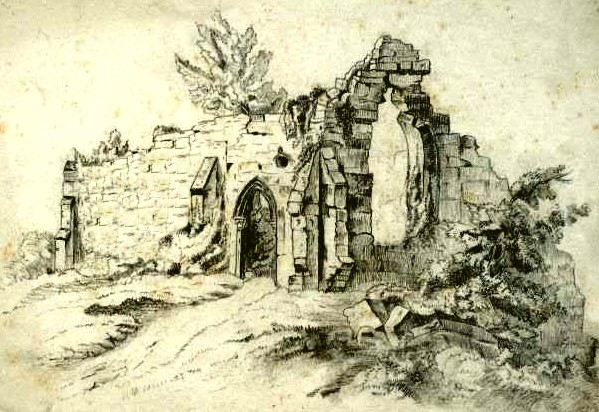
Ruine des Klosters nach dem Dreißigjährigen Krieg, Zeichnung aus dem 17. Jahrhundert

Das Kloster Dierstein war ein Benediktinerinnenkloster, das an der Stelle des heutigen Schlosses Oranienstein nahe Diez an der Lahn stand.
Erstmals wurde das Kloster 1153 erwähnt. Stifter waren vermutlich die Grafen von Diez. Für 1221 ist die Weihe einer zweiten Kirche auf Johannes den Täufer verbürgt. In seiner Blütezeit war das Kloster mit umfangreichen Besitzungen ausgestattet. Durch die Äbtissin Elisabeth Beyer von Boppard, die ursprünglich vom Kloster Marienberg (bei Boppard) stammte, wurden im Jahr 1466 die Statuten der Bursfelder Kongregation eingeführt. Im Jahr 1564 wurde das Kloster aufgehoben. Für 1634 ist verzeichnet, dass es zur Ruine geworden war.
Beim Bau des Hauptflügels des Schlosses Oranienstein von 1672 bis 1681 wurden einzelne Bauabschnitte der Kapelle sowie Steine aus der Klosterruine verwendet. Während des Umbaus des Schlosses 1704 bis 1709 verschwanden die letzten sichtbaren Bauteile, die noch von dem Kloster stammten.